# ロバート・クラフト (天文学者)
ロバート・クラフト（Robert Paul "Bob" Kraft、1927年6月16日 - 2015年5月26日）は,
アメリカ合衆国の天文学者。ケフェイド変光星、新星、銀河系の化学進化における先駆的研究を行った。
リック天文台長（1981–1991）アメリカ天文学会会長（1974–1976）、国際天文学連合（1997–2000）を歴任。

## 名誉

### 受賞
- ヘレン・B・ワーナー賞 (1962)
- ヘンリー・ノリス・ラッセル講師職 (1995)
- ブルース・メダル (2005)[1]

### 命名
- 小惑星(3712) クラフト (小惑星)（英語版）[2]。